# Сан-Сиприану (Визеу)
Сан-Сиприану (порт. São Cipriano) — район (фрегезия) в Португалии, входит в округ Визеу. Является составной частью муниципалитета Визеу. По старому административному делению входил в провинцию Бейра-Алта. Входит в экономико-статистический субрегион Дан-Лафойнш, который входит в Центральный регион. Население составляет 1337 человек на 2001 год. Занимает площадь 12,57 км².
Покровителем района считается Сан-Сиприану (порт. São Cipriano).